# Lector òptic
Un lector òptic és un dispositiu que es troba dins molts escàners d'ordinador que captura informació visual i tradueix la imatge en informació digital que l'ordinador és capaç d'entendre i mostrar.

## Usos
Un exemple de lector òptic és el sistema sensor de marques per a les eleccions on els votants marquen la seva tria omplint un rectangle, un cercle o completant una fletxa. Després de la votació un dispositiu tabulador llegeix els vots mitjançant la "lògica de marca fosca", de manera que l'ordinador selecciona la marca més fosca dins d'un conjunt determinat com l'opció o vot seleccionat.
El sistema sensor de marques també s'utilitza extensament en àrees com les loteries i proves d'elecció múltiple (com proves d'examen).